# Record olympique de natation messieurs du 50 mètres nage libre
Le record olympique de natation messieurs du 50 mètres nage libre est la meilleure performance masculine réalisée dans la discipline à l'occasion d'une édition des Jeux olympiques d'été. Il est détenu à partir de 2021 par Caeleb Dressel.

## Liste des records
| Temps   | Athlète        | Nationalité | Naissance | Âge | Compétition         | Lieu    | Date          | Ref |
| ------- | -------------- | ----------- | --------- | --- | ------------------- | ------- | ------------- | --- |
| 21 s 30 | César Cielo    | Brésil      | 1987      | 21  | Jeux olympiques (f) | Beijing | 16 août 2008  | ,   |
| 21 s 07 | Caeleb Dressel | États-Unis  | 1996      | 25  | Jeux olympiques (f) | Tokyo   | 1er août 2021 | ,   |